# Marcquise Reed
Marcquise Reed, né le 21 avril 1995 à Landover (Maryland), est un joueur américain de basket-ball occupant le poste d'arrière.

## Biographie

### Carrière universitaire
Entre 2014 et 2015, il joue pour les Colonials de Robert Morris à l'université Robert Morris.
Entre 2016 et 2019, il joue pour les Tigers de Clemson à l'université Clemson.

### Carrière professionnelle

#### Chorale Roanne Basket (2019-2020)
Le 20 juin 2019, automatiquement éligible à la draft NBA 2019, il n'est pas sélectionné. Durant l'été, il participe à la NBA Summer League de Las Vegas avec les Pistons de Détroit.
Le 29 juin 2019, il signe son premier contrat professionnel en France à la Chorale Roanne Basket.

#### BC Prometey Kamianske (juin-déc. 2020)
Durant l'été 2020, il part en Ukraine où il signe au BC Prometey Kamianske.
Le 20 novembre 2020, il est libéré de son contrat.

#### Nanterre 92 (déc. 2020 - 2021)
Le 25 décembre 2020, il revient en France pour signer avec l'équipe du Nanterre 92.

#### Gravelines-Dunkerque (2021-2022)
Le 22 juin 2021, il reste en France et signe avec le BCM Gravelines-Dunkerque.

## Statistiques
Gras = ses meilleures performances

### Universitaires
| Saison    | Équipe        | Matchs | Titul. | Min./m | % Tir | % 3pts | % LF | Rbds/m. | Pass/m. | Int/m. | Ctr/m. | Pts/m. |
| --------- | ------------- | ------ | ------ | ------ | ----- | ------ | ---- | ------- | ------- | ------ | ------ | ------ |
| 2014-2015 | Robert Morris | 35     | 28     | 27,8   | 49,0  | 41,2   | 77,9 | 2,51    | 2,09    | 1,91   | 0,03   | 15,11  |
| 2016-2017 | Clemson       | 33     | 0      | 21,5   | 42,2  | 40,2   | 90,6 | 2,30    | 1,94    | 1,39   | 0,03   | 9,97   |
| 2017-2018 | Clemson       | 35     | 35     | 34,9   | 42,8  | 35,4   | 84,5 | 4,71    | 3,31    | 1,66   | 0,00   | 15,74  |
| 2018-2019 | Clemson       | 31     | 30     | 35,4   | 44,0  | 35,6   | 84,3 | 5,55    | 3,03    | 2,13   | 0,03   | 19,42  |
| Carrière  | Carrière      | 134    | 93     | 29,9   | 44,7  | 37,2   | 84,0 | 3,74    | 2,59    | 1,77   | 0,02   | 15,01  |